# Hàn Mặc Tử
Hàn Mặc Tử, nasceu em 26 de setembro de 1912 na cidade de Đồng Hới, província de  Quảng Bình, Vietnã e morreu no dia 11 de dezembro de 1940 à Quy Nhơn, Vietnã.
Poeta e jornalista vietnamita, é considerado como o mais importante dos poetas românticos da língua vietnamita. Ele recebeu uma bolsa escolar para estudar na França mas devido a sua relação com Phan Boi Chau, ele não chegou a partir para a França. Ele trabalhou em Saigão, Cochinchina e se tornou célebre por sua poesia. Ele amou muitas mulheres e isso reflete nos seus poemas. Ele é morto de lepra em 1940.